# Sandalomeniidae
De Sandalomeniidae is een familie van weekdieren uit de orde Pholidoskepia.

## Geslacht
- Sandalomenia Thiele, 1913